# غسان مكانسي
غسان مكانسي (1950- 2024 م) ممثل سوري، ومُعد ومخرج إذاعي ومسرحي. شَمِلَت أعماله المسرح والإذاعة والتلفزة والسينما.

## سيرته
وُلد غسان مكانسي في مدينة حلب عام 1950، وفيها درس. كانت انطلاقته الأولى في نادي شباب العروبة للأداب والفنون عندما اكتشفه الفنان أحمد حداد، ثم احترف الفنَّ في نقابة الفنانين على يد الفنان عبد الوهاب الجرَّاح والد الفنان محمد خير الجرَّاح.
أسس فرقة «مسرح الساعة» وتولى إدارتها، كما تولى إدارة مسرح نقابة الفنانين السورية، وأمانة سر النقابة، وشغل منصب مدير نادي شباب العروبة للآداب والفنون. وصار عضوًا في نقابة الفنانين السوريين بدايةً من عام 1976م.
عرفه الجمهور السوري في إذاعة حلب في المسلسل الإذاعي «صور ملوَّنة».

## أعماله

### الإذاعة
قدم غسان مكانسي عديد الأعمال الإذاعية تمثيلا وإخراجاً، منها:
- صور ملونة - تمثيل
- الزير سالم - تمثيل
- السيرة الهلالية - تمثيل
- الملك الظاهر - تمثيل
- الحكم - تمثيل
- الحب والحرب - تمثيل
- لمن تزرع الورود - إخراج

### في التلفزيون
ومن أهم أعماله التلفازية:
- الأخوة
- المهر الدامى
- يوميات مدير عام - الجزء الأول
- الفراري
- باب الحديد
- الحقد الأبيض
- حي المزار
- الجمل
- سيرة آل الجلالي
- أياد في الظلام
- قوس قزح
- حارة الجوري
- البيوت أسرار
- ربيع بلا زهور
- الهروب إلى القمة
- عصر الجنون
- شخصيات على الورق
- دوار القمر
- الوردة الأخيرة
- كوم الحجر
- النقمة المزدوجة
- باب المقام
- من غير ليه
- فتافيت
- المنعطف
- روزنا

## وفاته
توفي غسان مكانسي في حلب، مساء الجمعة 30 جُمادى الآخرة 1445هـ الموافق 12 يناير (كانون الثاني) 2024 م، عن عمر ناهز الرابعة والسبعين.

## روابط خارجية
- غسان مكانسي على موقع IMDb (الإنجليزية)
- غسان مكانسي على موقع قاعدة بيانات الأفلام العربية